# Bob l'éponge : SuperSponge
Bob l'éponge : SuperSponge (SpongeBob SquarePants: SuperSponge) est un jeu vidéo de plates-formes développé par Climax Group et édité par THQ, sorti en 2001 sur PlayStation et Game Boy Advance.

## Accueil
Le jeu s'est vendu à plus d'un million d'exemplaires.